# José Luis Korta
Pour les articles homonymes, voir Korta.
José Luis Korta Elizondo, né le 25 avril 1949 à Orio, Guipuscoa, est un ex-rameur, un patron, un entraîneur d'aviron (traînière) et showman à la télévision.
Pendant les années 1970 et début 1980 il a été un des rameurs basques les plus renommés, tant dans la discipline traditionnelle de banc fixe des traînières, que dans l'aviron olympique au banc mobile. Il a obtenu de nombreux titres de champion d'Espagne en banc mobile dont il faut souligner une participation aux Jeux Olympiques de Moscou 1980, où il a obtenu un diplôme olympique.
Il a aussi gagné les plus prestigieux drapeaux de traînières, comme le Drapeau de La Concha pour lequel il est le sportif le plus couronné de l'histoire. Korta a gagné huit Drapeaux de la Concha comme rameur : avec Orio (1970, 1971 et 1972), avec Lasarte-Michelín (1973), avec Kaiku (1978, 1980, 1981) et avec Castro (2001) ; trois comme dirigeant (barreur) (1992, 1997 et 2001), deux avec Orio et une avec Castro ; et cinq comme entraineur, sans qu'il soit à bord (1982 et 2009-Kaiku, 1996-Orio, 2002 et 2006-Castro). En 2001 dans celui d'Ortzaika il a ramé la première journée et a été barreur dans la deuxième. En 1982 il n'a pas pu ramer ni diriger parce qu'il a été sanctionné.
Depuis le milieu des années 1970 il cumule la tâche de rameur avec celle de barreur et entraineur, étant le premier rameur-entraineur qui a professionnellement pu se consacrer à l'aviron au Pays basque. Sous sa direction ils se sont transformés en clubs d'aviron de pointe qui avant son arrivée avaient un faible palmarès comme Kaiku ou Castro. Depuis les années 1970 jusqu'à l'actualité Korta s'est maintenu en première ligne de l'aviron basco-cantabrique comme rameur, entraineur et barreur.
Son caractère polémique et médiatique l'ont transformé en une figure qui pénètre le sport de l'aviron le rendant très connu au Pays basque. Dans ce chapitre il convient de souligner sa participation à plusieurs programmes et séries de la télévision basque ETB, comme El conquistador del fin del mundo.

## Débuts à Orio
Korta s'est initié à l'aviron en 1968 à l'âge de 18 ans. Selon ses propres déclarations :

« Al remo llegué porque no teníamos otra cosa entonces, no había otro deporte. Si hubiera tenido cerca una raqueta hubiera sido tenista, pero en Orio lo que veía desde mi casa era el remo »

« je suis arrivé à l'aviron parce que nous n'avions pas une autre chose alors, il n'y avait pas d'autre sport. S'il y avait eu un terrain de tennis je serais devenu tennisman, mais à Orio ce que je voyait depuis ma maison était l'aviron. »

Quelques années avant, en 1965, on avait fondé dans son village un club d'aviron olympique, le CRO Orio, une façon de poursuivre dans les disciplines olympiques internationales de la tradition de régates du village, qui possédait une des traînières des plus connues de Cantabrie. Korta a intégré ce club et dès le début il démontre ses facultés dans cette catégorie. Cette même année on a fait dans le Lac de Bañolas avec le Championnat d'Espagne de skiff (embarcation individuelle sans barreur), en entamant une série de 10 championnats consécutifs d'Espagne de skiff. Il a été le dominateur absolu de cette discipline sportive en Espagne jusqu'en 1978, ou il sera vice-champion d'Espagne pour la première fois et se retirera à partir de ce moment du skiff.
En 1968, l'année de son début dans le Championnat d'Espagne après avoir gagné le titre de champion d'Espagne de skiff, il opte pour le huit avec barreur d'Orio, en gagnant le Championnat d'Espagne dans cette discipline.
Dans le domaine du banc fixe, en faisant partie de l'équipage d'Orio, il gagne le Drapeau de La Concha trois éditions consécutives (1970, 1971 et 1972). On l'a aussi proclamé Champion d'Espagne de traînière ou il gagne aussi d'autres drapeaux.

## Lasarte-Michelin
En 1973 Korta abandonne le club et va à la SDC Michelín de Lasarte. Ce club était sponsorisé par l'usine Michelin de Lasarte-Oria et maintenait une grande rivalité avec Orio durant ces années. Beaucoup de leurs rameurs étaient oriotarras (gentilé de Orio), spécialement ceux du quartier d'Ortzaika. Le départ de son rameur étoile chez le principal rival de l'époque a été très mal vécu à Orio et a été le début des relations turbulentes entre Korta et ses compatriotes.

## Entraineur de Orio (1991-1997)
En 1991 Korta retourne au CRO Orio comme technicien et barreur de l'équipe de traînière. C'est le retour du fils prodige vers l'équipe qu'il avait trahi en 1973 quand il est allé ramer à Lasarte-Michelín.
Orio, la traînière la plus couronnée de Cantabrie traversait à ce moment-là une de ses pires mauvaises passes historiques. Cela faisait trois saisons qu'elle n'avait aucun drapeau important. Elle n'a pas gagné un Drapeau de La Concha depuis 1983, un championnat du Guipuscoa depuis 1982 ou le Championnat d'Espagne depuis 1986. Les années 1980 avait été très pauvre comparé avec les décennies précédentes.
Korta est arrivé comme stimulant au club et la bonne foi qui a atteint son objectif. Dans sa première saison il gagne 8 drapeaux, dont le Drapeau de Santander, le Drapeau Villa de Bilbao ou le Drapeau El Corte Inglés (voir El Corte Inglés) et a aussi été aux portes de la victoire de la plus prestigieuse de toutes, le Drapeau de la Concha. La première journée de cette régate, le San Nikolas d'Orio, sponsorisée par Korta, a battu le San Juan d'1 min 04 s. Mais les deux équipes ont été remontés dans la seconde journée par le San Pedro, qui arrive troisième à 5 min 05 s des aiglons d'Orio. Ce sera l'une des régates des drapeaux des plus disputées de l'histoire.
Une année plus tard, le chronomètre, par contre, joue en faveur de Korta. Après avoir gagné tout au long de la saison un autre bon nombre de drapeaux ; de nouveau Orio aborde le tour d'honneur de la Concha avec un mince avantage de 1 min 58 s sur le Donibaneko Arraunlariak, 5 min 03 s sur le San Pedro et 6 min 01 s sur l'Arraun Lagunak. Donibaneko a gagné la seconde régate, ne récupérant que 35 centiemes aux oriotarras (gentilé de Orio), qui gagnent ainsi le Drapeau de la Concha. C'est la première fois depuis 9 ans, mettant fin à la période la plus longue du XXe siècle où Orio n'avait pas gagné ce titre. C'était aussi le premier titre de la Concha obtenu par Korta comme patron.
Durant les années suivantes Orio a gagné aux mains de Korta 2 Championnats d'Espagne (1993 et 1995), le premier Championnat d'Euskadi dans le palmarès d'Orio (1995) et d'autres nombreux drapeaux, mais les bons résultats de San Pedro et Donibaneko Arraunlariak l'empêcheront de gagner de nouveau dans le Drapeau de la Concha jusqu'en 1996. Dans la Concha de 1996 Korta cède la barre de la traînière oriotorra au malheureux Txiki Larrañaga.
En 1997 les choses se sont tendues entre Korta et la direction du club. C'est une autre année de succès qui se clôture avec une autre victoire dans le Drapeau de la Concha (1997), cette fois avec Korta dans le rôle de barreur, mais le fait que Korta n'ait pas été invité à la cérémonie de la bénédiction des drapeaux a précipité sa sortie du club.
Korta est resté dans l'équipe de son village jusqu'en 1998 quand il décide de l'abandonner pour aller diriger celle de Castro. Malgré ses déconvenues connues avec le club, le départ de Korta est une surprise puisque outre son rôle de formateur et son travail de fonctionnaire à la mairie d'Orio, l'équipe allait très bien et Castro était alors une équipe de second rang.

## Passage à Castro (1998-2006)

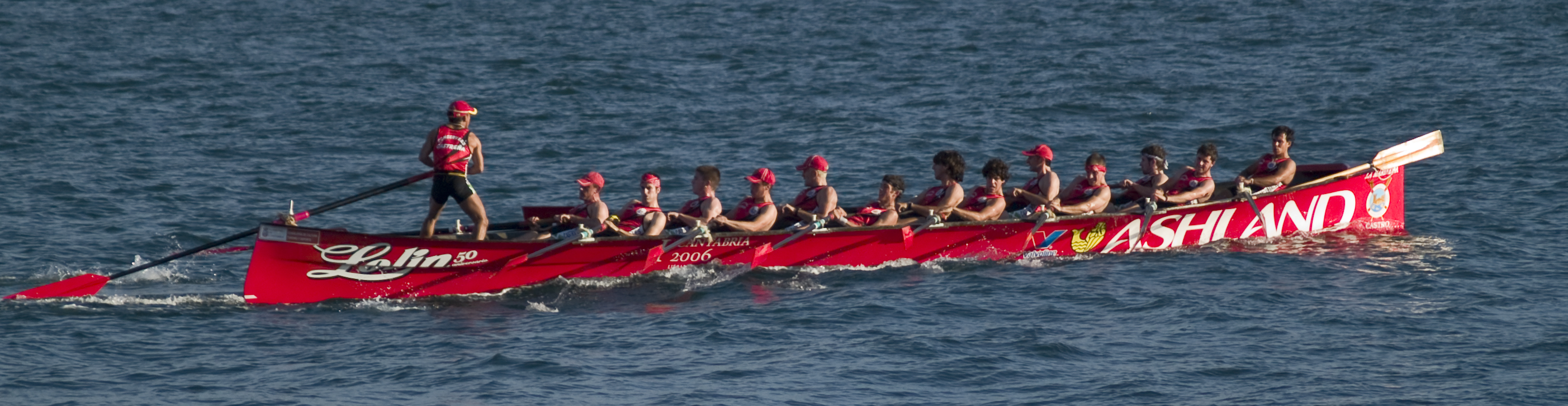
Traînière La Marinera de Castro-Urdiales

En 1998 Vicente Korta, frère de José Luis, ex-rameur, préparateur et barreur comme lui bien qu'ayant un palmarès moins brillant, accède à la présidence de la Société sportive d'aviron Castro-Urdiales. Vicente parvient à convaincre son frère José Luis pour qu'il se propose comme technicien de l'équipe cantabre, initiant un projet ambitieux pour transformer l'équipe castreño (gentilé espagnol de Castro) en équipe d'élite d'aviron. Avec Korta comme technicien-étoile s'est produit un phénomène de revitalisation de l'aviron castreño en particulier et cantabre en général. La population de Castro a été renversé avec La Marinera. L'équipe obtient des sponsors et de l'argent et supporters a commencé la formation d'un équipage qui fera histoire. Depuis 1998 Korta s'est établi à Castro-Urdiales.
Pas à pas le projet de José Luis Korta sera croissant, obtenant année après année une embarcation plus compétitive jusqu'à ce qu'en 2001 La Marinera de Castro obtient cette saison historique une victoire, la première dans son histoire dans trois grands compétitions. le Championnat d'Espagne de trainières, la Ligue Basque (antécédent de l'actuelle Ligue ACT) et surtout l'olympiade de l'aviron, le prestigieux Drapeau de La Concha. En outre les cantabres obtiennent un nombre important de drapeaux, ce qui fait de cette traînière la plus régulière de la saison. Le triomphe de 2001 dans le Drapeau de La Concha a été spécialement frappant, contre toutes prévisions et non exempte de polémique. Orio avait obtenu un avantage de 10 secondes sur celui de Castro durant la première journée. Dans la seconde manche, Castro a repris cette distance par une polémique manœuvre de Korta comme barreur qui a abordé le chalutier oriotarra. Malgré les plaintes des oriotarras, la manœuvre a été déclarée légale par les juges. Ce fait a aggravé encore plus la relation tendue de Korta avec son village. Dans l'édition de La Concha de 2001 Korta a battu un nouveau record, puisqu'il a pris part comme barreur dans l'épreuve de classification, rameur dans la première journée et barreur dans la deuxième. Il sera le seul à y avoir réussi. Il convient de souligner que Korta avait 52 ans quand il a concouru en qualité de rameur dans cette édition de La Concha.
En 2002 Castro gagne pour la seconde fois la Ligue Basque de traînières et le Drapeau de La Concha. Cette fois Korta n'a pris part ni comme rameur ni comme barreur, seulement comme préparateur. Le titre de 2002 a fait que Korta égale un autre mythe de l'aviron, Batista Oliden en nombre de victoires dans La Concha, 13, bien qu'Oliden ait obtenu les 13 titres comme rameur et Korta comme rameur, barreur et entraineur.
À partir de cette année Castro a reculé d'un pas sous l'impulsion d'autres clubs comme Astillero (Chantier naval), Hondarribia ou Urdaibai. Ceux de Korta ont suivi en première ligne de l'aviron, mais sans titre important. En 2003 a commencé le conflit de la Ligue ACT, qui donnera un nouvel élan au sport des traînières, qui adopte le caractère d'une ligue semi professionnelle. La Ligue ACT est le seul grand titre de traînières qui a résisté à Korta jusqu'à présent, puisqu'il n'a obtenu aucun titre de cette ligue avec Castro. En 2003 Castro a été 5e dans la Ligue obtenant un drapeau, en 2004 il a été 4e, bien que sans gagner de drapeau. En 2005 il a été troisième, en gagnant 2 drapeaux. Pendant ces années La Marinera reste sans autres grand titre comme le Drapeau de La Concha ou le Championnat d'Espagne.
L'absence de victoires et la personnalité extrême de Korta comme technicien du club, qui divise les gens entre "kortistes" et "antikortistes", pousse le club de Castro Urdiales à une assemblée et vote pour sa destitution. Au début de la saison 2005 il a été écarté du club pour être ré-admis quelques jours plus tard.
L'Oriotar continue dans le club une saison de plus, 2006. Dans une saison qui était présumée de transition, Castro a retrouvé le chemin de la victoire, sera seconde dans la Ligue ACT 2006, gagnant 5 drapeaux et a gagné de nouveau le Drapeau de La Concha. Le triomphe de 2006 sera son 14e Drapeau de La Concha, le transformant ainsi en la personne qui a le plus gagné ce drapeau. En fin de saison, le club de Castro-Urdiales a annoncé que Korta ne continuerait pas à la tête de la direction technique du club Korta, fidèle à son style, quitte Castro critiquant durement le président du club, Agustín Anglada, avec lequel il maintenait une confrontation personnelle difficile depuis au moins une saison.

## Passage à Kaiku (2008-actuel)
La saison 2007, sera une année sabbatique pour Korta, bien qu'il ait accepté d'exercer la responsabilité de conseiller sportif de l'Isuntza Arraun Elkartea, club d'aviron de Lekeitio. D'autre part cette même année il enregistre une émission de téléréalité pour la télévision basque.
Bien qu'on ait parlé, début 2007, qu'il pourrait signer pour Kaiku, il n'a pas accepté cette offre jusqu'en 2008. Kaiku avait été formé par Korta pendant la seconde moitié des années 1970 et début des années 1980, qui l'époque dorée du club biscayen. Comme cela s'était déroulé à Castro-Urdiales 10 années auparavant, on commence à développer autour de celui d'Ortzaika un projet ambitieux qui dispose d'un important soutient économique. Dans cette première saison, en 2008 Kaiku parvient à monter à la Ligue ACT grâce à sa victoire de la Ligue ARC 2008. La saison 2009 est celle de la consécration du nouveau projet des biscaïens.
Dans la Ligue ACT 2009, où la réglementation oblige les clubs à disputer les régates avec un minimum de rameurs formés dans le club ou qui y sont membres depuis quelques années, Kaiku, ne peut pas compter sur tous ses meilleurs rameurs et doit se contenter d'un classement à mi-tableau. Mais dans les championnats qui ne font pas partie de la Ligue ACT, Kaiku peut s'aligner avec ses meilleurs hommes ce qui améliore cette saison. La traînière Bizkaitarra se déroule avec le Championnat de Biscaye, le Championnat du Pays basque, le Championnat d'Espagne et le Drapeau de La Concha. Ces deux derniers titres n'avaient pas été gagnés par Kaiku depuis 1982 avec Korta comme entraineur à cette époque. Le triomphe de La Concha est le 15e obtenu par Korta.
La saison 2010 démarre sous le même prémisse que la précédente. Dans la Ligue ACT, Kaiku ne peut pas compter sur une bonne partie de ses rameurs titulaires, ce qui lui ôte son potentiel et l'empêche de contester le titre ; mais dans les autres compétitions ils partent comme clairement favoris. Kaiku regagne les titres de champion de Biscaye, du Pays basque et d'Espagne de la saison précédente ; et il part comme favori pour l'épreuve de La Concha, dans laquelle il parvient en outre à gagner la première journée. Toutefois dans la seconde journée c'est la surprise et Urdaibai Arraun, grande rivale de Kaiku, parvient à leur arracher sans surprise le drapeau dans une seconde régate spectaculaire, dans lequel Kaiku a terminé en troisième place, derrière Urdaibai et Orio. la défaite blesse particulièrement Korta qui, au terme de la régate fait des déclarations incendiaires dans lesquelles il accuse nommément Urdaibai de dopage. Ces déclarations sont le détonateur de la énième polémique qu'il a comme point central Korta, qui sera à partir d'alors entouré dans une vaste polémique incluant des accusations entrecroisées entre Urdaibai et Kaiku et qui a fini par une dénonciation pour dopage contre des membres du club de Bermeo.

## Korta à la télévision
Korta est aussi devenu très populaire au Pays basque pour une téléréalité de survie que diffuse la chaîne publique basque ETB 2; El conquistador del fin del mundo, où il a pris part jusqu'à présent dans quatre éditions. Le programme est enregistré en Patagonie argentine pendant le printemps-été austral, qui coïncide avec l'automne-l'hiver européen, qui correspond à la fin de saison de traînières. C'est la raison pour laquelle Korta peut partager la participation à ce programme et son activité d'entraineur d'aviron.
En 2006 il a fait partie de la seconde édition du programme dans le rôle de capitaine, un personnage célèbre qui ne prend pas part au concours, mais qui conduit un groupe de concurrents pendant les premières phases du programme. Son rôle à la tête du groupe a été contestée par sa propre équipe, dont un des membres l'a défié pour un duel qu'il perdra et sera expulsé du programme lors du 5e épisode.
Korta retourne au concours des années plus tard, en prenant part dans l'édition de 2009, la cinquième, encore une fois dans le rôle de capitaine. Dans cette édition il a dans cette même équipe l'alpiniste Juanito Oiarzabal. Le couple Korta-Oiarzabal se transforme en classique du programme puisque tous les deux reviendront comme capitaines dans les éditions de 2010 (6e saison) et 2011 (7e saison), chacun avec une équipe.
D'autre part en 2007, pendant l'année sabbatique qui a été prise, l'autre canal d'ETB, l'ETB 1 a diffuqé un reality dans lequel Korta était le protagoniste absolu. Le programme s'appelait Itsasontzi baten (Dans un bateau en basque) et montrait Korta dans ses travaux quotidiens et dans sa vie privée, ainsi que les divers aspects de la vie basque depuis son prisme particulier et dans une autre aventure particulière, comme lorsqu'il traverse le Loch Ness en Écosse à la suite d'un pari.